# Premi e riconoscimenti di Madonna
Questa è una lista dei premi e dei riconoscimenti ricevuti da Madonna, cantante e attrice statunitense.

## Premi cinematografici
- Golden Globe
  - 1988 – Candidatura come miglior canzone originale per Who's That Girl  (Who's That Girl)
  - 1991 – Candidatura come miglior canzone originale per Dick Tracy (Sooner or Later (I Always Get My Man))
  - 1991 – Candidatura come miglior canzone originale per Dick Tracy (What Can you Lose?)
  - 1993 – Candidatura come miglior canzone originale per Ragazze Vincenti (This Used to Be My Playground)
  - 1995 – Candidatura come miglior canzone originale per 110 E Lode (I'll Remember)
  - 1997 – Miglior attrice di una commedia o musical per Evita
  - 2000 – Candidatura come miglior canzone originale per Austin Powers La Spia Che Ci Provava (Beautiful Stranger)
  - 2003 – Candidatura come migliore canzone originale per La morte può attendere (Die Another Day)
  - 2012 – Miglior canzone originale per W.E. (Masterpiece)[1]

- MTV Movie Awards
  - 1997 – Candidatura come miglior performance femminile per Evita

- Razzie Awards
  - 1986 - Peggior attrice protagonista in Shanghai Surprise
  - 1987 - Peggior attrice protagonista in Who's That Girl?
  - 1993 - Peggior attrice protagonista in Body of Evidence - Corpo del reato
  - 1999 - Peggior attrice del XX secolo
  - 2000 - Peggior attrice protagonista in Sai che c'è di nuovo?
  - 2002 - Peggior attrice protagonista in Travolti dal destino
  - 2002 - Peggior attrice non protagonista in La morte può attendere
  - 1989 - Candidatura come peggior attrice del decennio
  - 1991 - Candidatura come peggior attrice protagonista in A letto con Madonna
  - 2009 - Candidatura come peggior attrice del decennio

- Saturn Award
  - 1991 – Candidatura come miglior attrice protagonista per Dick Tracy

## Premi musicali

### Principali
- American Music Award
  - 1987 – Migliori video di un'artista femminile
  - 1991 – Miglior singolo dance per Vogue
  - 2003 – Miglior artista internazionale dell'anno

- BRIT Award
  - 2001 – Miglior artista femminile internazionale[2]
  - 2006 – Miglior artista solista femminile internazionale[2]

- Grammy Award[3]
  - 1991 – Miglior video musicale - Long Form per Live! - Blond Ambition World Tour 90
  - 1998 – Miglior video musicale - Short Form per Ray of Light
  - 1998 – Miglior album pop per Ray of Light
  - 1998 – Miglior registrazione dance per Ray of Light
  - 1999 – Miglior brano scritto per un film per Beautiful Stranger
  - 2006 – Miglior album dance/elettronico per Confessions on a Dance Floor,
  - 2007 – Miglior video musicale - Long Form per The Confessions Tour

### Altri
- Billboard Music Awards

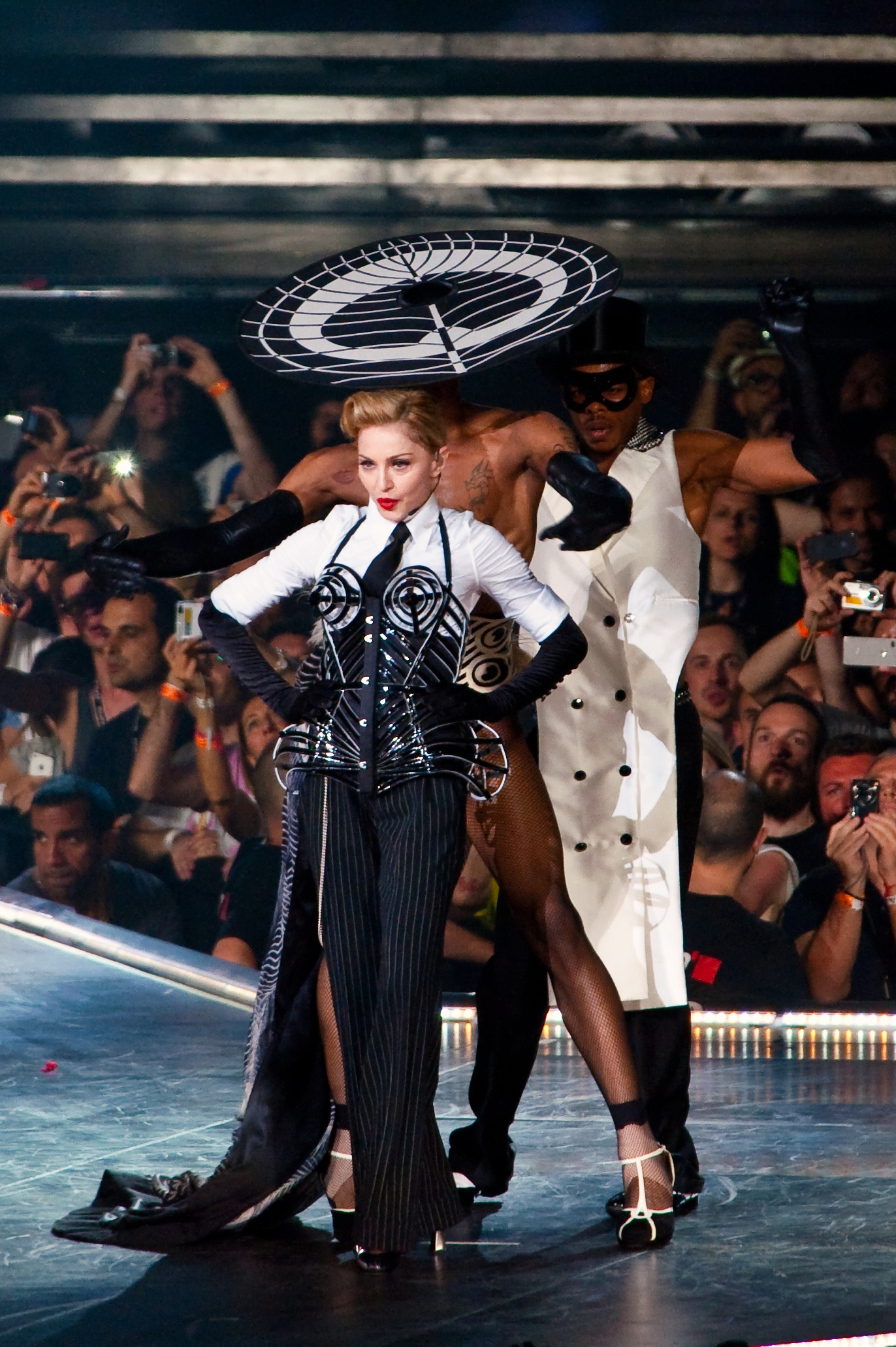
Madonna esegue Vogue al The MDNA Tour

  - 1985 – Miglior artista nella Dance/Club Play[4]
  - 1985 – Artista dance con più vendite
  - 1985 – Miglior artista pop
  - 1985 – Miglior artista femminile di un album pop
  - 1985 – Miglior artista di singoli pop
  - 1985 – Miglior artista femminile di singoli pop
  - 1985 – Migliori video pop per Madonna
  - 1986 – Miglior video pop per Live – The Virgin Tour
  - 1987 – Srtista dance con più vendite
  - 1987 – Miglior artista di singoli pop
  - 1987 – Miglior artista femminile di singoli pop
  - 1989 – Miglior artista adult contemporary
  - 1995 – Miglior artista femminile nella Hot 100
  - 1995 – Miglior artista nella Dance/Club Play
  - 1996 – Artist Achievement Award
  - 1998 – Miglior artista nella Dance/Club Play
  - 1998 – Miglior singolo Dance/Club Play per Ray of Light
  - 2000 – Miglior artista nella Dance/Club Play
  - 2000 – Miglior artista femminile nella Dance/Club Play
  - 2000 – Artista femminile con il singolo maxi Dance/Club Play più venduto
  - 2000 – Miglior singolo Dance/Club Play per Music
  - 2000 – Miglior singolo maxi Dance/Club Play per Music
  - 2001 – Miglior artista nella Dance/Club Play
  - 2002 – Artista con il singolo maxi Dance/Club Play più venduto
  - 2002 – Miglior singolo maxi dance per Die Another Day
  - 2003 – Artista con il singolo maxi dance più venduto
  - 2003 – Miglior singolo maxi dance per Die Another Day
  - 2004 – Miglior artista nella Dance/Club Play
  - 2004 – Artista con il singolo Dance Club più venduto
  - 2004 – Miglior singolo dance per Me Against the Music
  - 2006 – Miglior artista elettronica
  - 2006 – Miglior artista dance
  - 2006 – Miglior artista nella Dance/Club Play
  - 2006 – Artista con il singolo Dance Club più venduto
  - 2006 – Miglior album elettronico per Confessions on a Dance Floor
  - 2008 – Artista con i singoli dance più venduti
  - 2013 – Miglior artista dance
  - 2013 – Miglior album dance per MDNA
  - 2013 – Top Touring Artist per MDNA Tour
  - 2016 – Donna dell'anno
- Billboard Music Video Awards
  - 1989 – Miglior video per Express Yourself[4]
  - 2000 – Miglior video dell'anno per Music

- MTV Europe Music Awards
  - 1998 - MTiglior artista femminile[5]
  - 1998 – Miglior album per Ray of Light[5]
  - 2000 – Miglior ballerina[6]
  - 2000 – Miglior artista femminile[6]

- MTV Video Music Awards
  - 1986 – Video Vanguard Award[7]
  - 1987 – Miglior video femminile per Papa Don't Preach
  - 1989 – Miglior regia per Express Yourself
  - 1989 – Miglior direzione artistica per Express Yourself
  - 1989 – Miglior fotografia per Express Yourself
  - 1989 – Scelta del pubblico per Like a Prayer
  - 1990 – Miglior regia per Vogue
  - 1990 – Miglior montaggio per Vogue
  - 1990 – Miglior fotografia per Vogue
  - 1991 – Miglior video musicali - Long Form per The Immaculate Collection
  - 1993 – Miglior direzione artistica per Rain
  - 1993 – Miglior fotografia per Rain
  - 1995 – Miglior video femminile per Take a Bow
  - 1998 – Migliori effetti speciali per Frozen
  - 1998 – Miglior video dell'anno per Ray of Light
  - 1998 – Miglior video femminile per Ray of Light
  - 1998 – Miglior coreografia per Ray of Light
  - 1998 – Miglior regia per Ray of Light
  - 1998 – Miglior montaggio per Ray of Light
  - 1999 – Miglior video da un film per Beautiful Stranger

- Satellite Awards
  - 2003 – Candidatura come migliore canzone originale per Die Another Day (La morte può attendere)

- World Music Award
  - 2006 – Miglior artista pop
  - 2006 – Miglior artista americana
  - 2008 – Miglior artista americana

## Primati

### Guinness World Records
| Record | Note |
| --- | --- |
| Artista solista femminile di maggior successo                                                                | Nel 2000, il Guinness dei primati ha indicato Madonna come l'artista solista femminile di maggior successo di tutti i tempi. |
| Artista femminile di maggiori vendite                                                                        | Secondo il Guinness dei primati e la RIAA, con 400 milioni di dischi certificati, venduti in tutto il mondo, Madonna è riconosciuta come l'artista femminile più venduta di sempre, nonché quarto artista musicale più venduto in assoluto, dietro ai Beatles, Elvis Presley e Michael Jackson. Già l'edizione 1998 del Guinness dei primati affermava: "Nessuna artista donna ha venduto più dischi di Madonna in tutto il mondo, con oltre 200 milioni di dischi venduti".                                                 |
| Artista più remixato di sempre                                                                               | Sempre secondo il Guinness World Records la musica di Madonna è stata remixata e campionata più di qualsiasi altro artista. |
| Album di remix più venduto per una donna                                                                     | You Can Dance è l'album di remix più venduto per una donna ed il secondo in assoluto dietro Blood on the Dance Floor: HIStory in the Mix di Michael Jackson, con oltre cinque milioni di copie vendute. |
| Compilation più venduta per un artista solista                                                               | The Immaculate Collection è la raccolta più venduta in assoluto per un artista solista, con oltre trendadue milioni di copie vendute. |
| Album più venduto degli anni '80 per un artista donna                                                        | True Blue è l'album più venduto degli anni '80 per un artista donna, con oltre venticinque milioni di copie certificate vendute in tutto il mondo. |
| Maggior numero di cambi costume all'interno di un film                                                       | Per il film Evita Madonna detiene il record per il maggior numero di cambi costume effettuati per un film, 85. |
| Video single più venduto                                                                                     | Justify My Love è il video single più venduto di sempre, con oltre mezzo milione di copie certificate nei soli Stati Uniti al luglio 1992. |
| Album in cima alle classifiche nel maggior numero di paesi                                                   | Confessions on a Dance Floor è l'album che ha toccato il maggior numero di prime posizioni nel maggior numero di paesi, ben 40, True Blue è invece il secondo album con 28 paesi in cui ha ottenuto la prima posizione. |
| Maggior numero di settimane alla prima posizione della European Top 100 Albums                               | True Blue ha trascorso 34 settimane consecutive in vetta alla classifica, più di qualsiasi altro album della storia. |
| Maggior numero di singoli alla prima posizione della European Top 100 Singles                                | Madonna ha posizionato 17 singoli in vetta alla classifica, più di qualsiasi altro artista. |
| Maggior numero di singoli alla seconda posizione della European Top 100 Singles                              | Madonna ha posizionato 7 singoli in seconda posizione nella classifica, più di qualsiasi altro artista. |
| Tournée con il maggior incasso di tutti i tempi per un'artista donna                                         | Madonna ha raggiunto questo record con il Confessions Tour che ha incassato 194.7 milioni di dollari (227,771,360 i dati aggiornati al 2015) con 60 date ed 1.2 milioni di spettatori; il record è stato superato dal suo Sticky & Sweet Tour, che ha incassato 408 milioni di dollari (448.5 milioni al 2015), con oltre 3.5 milioni di spettatori. Il tour è inoltre il secondo tour solista più visto di sempre. |
| Tour musicale con il maggior incasso per data                                                                | Il Confessions Tour è indicato dal Guinness dei primati come il tour con i maggiori incassi per ogni data, con oltre 3,2 milioni di dollari a tappa (4,108,022 al 2020). |
| Concerto musicale con il maggior incasso in Scandinavia                                                      | Lo Sticky & Sweet Tour nella sua tappa di Helsinki in Finlandia, ha venduto oltre 85 mila biglietti, rendendolo il concerto più visto di sempre nella storia della Scandinavia. |
| Pop star femminile con i maggior introiti guadagnati in un anno solare                                       | I suoi introiti di 125 milioni di dollari tra il giugno 2012 ed il giugno 2013 l'hanno resa l'artista pop femminile con il maggiore guadagno nell'arco di un anno solare, battendo il record precedentemente raggiunto da Céline Dion nel 1998. |
| Performer femminile con i maggior introiti                                                                   | Record simile al precedente ma, qui specifico per qualsiasi tipo di performer femminile. Il record è stato raggiunto per la prima volta nel 2007, ed superato con gli oltre 110 milioni di dollari guadagnati nel 2009. |
| Artista discografica più ricca di sempre                                                                     | Secondo la rivista Forbes ed il Guinness dei primati, Madonna è l'artista dell'industria musicale più ricca del mondo con oltre 800 milioni di dollari di patrimonio stimato. |
| Contratto discografico più remunerativo di sempre                                                            | Il record è stato raggiunto nel 2007 grazie al contratto da 120 milioni di dollari siglato con la Live Nation Entertainment e per la pubblicazione di soli tre album. |
| Argomento più twittato di sempre su Twitter                                                                  | Il record è stato raggiunto durante la performance della cantante al Super Bowl del 2012, con 10,245 posts |
| Il disco più venduto su iTunes in un solo giorno                                                             | MDNA si posizionò alla prima posizione in 49 paesi in dodici ore, diventando il disco più venduto su iTunes in un solo giorno |
| Il più grande webcast in diretta di tutti i tempi                                                            | La sua performance dal vivo alla Brixton Academy del 2000 fu l'evento live più visto di sempre, con nove milioni di persone che si collegarono via web, infrangendo il record precedente di Paul McCartney di 3 milioni di contatti |
| Artista solista di maggior successo nella Billboard Hot 100                                                  | Seconda solo ai The Beatles, Madonna è l'artista solista di maggior successo di tutti i tempi nella classifica dei singoli di Billboard |
| Artista solista di maggior successo nella Billboard Hot 100 degli anni '80                                   | Madonna è l'artista solista di maggior successo degli anni ottanta nella classifica dei singoli di Billboard. |
| Artista con il maggior numero di singoli alla prima posizione combinati                                      | Madonna è l'artista femminile con il maggior numero di singoli alla prima posizione sommati tra tutte le diverse classifiche di Billboard, pop, dance e adult contemporary, 164. Al maggio 2020 infatti, il singolo I Don't Search I Find è diventato il suo centosessantaquattresimo singolo a toccare la vetta. |
| Artista con il maggior numero di singoli alla prima posizione in una singola classifica                      | Madonna è l'artista con il maggior numero di singoli alla prima posizione in una singola classifica, 50 nella Hot Dance Club Songs. Già nel 2015 con il singolo Ghosttown che divenne il suo quarantacinquesimo singolo a toccare la vetta, superò il pari merito con George Strait che aveva 44 singoli al primo posto nella Hot Country Singles. |
| Artista femminile con il maggior numero di singoli nella Top Ten                                             | Madonna è l'artista femminile con il maggior numero di singoli nella Top Ten americana, 38. Il record è stato raggiunto già nel 1990 con il singolo Keep It Together, superando quello precedentemente detenuto da Aretha Franklin. Fino al 2020 Madonna è stata l'artista musicale con il maggior numero di singoli nella Top Ten in assoluto; il record è stato superato da Drake che ne detiene attualmente 54, rendendo comunque Madonna la seconda artista con il maggior numero di ingressi nella Top Ten in assoluto. |
| Artista con il maggior numero di singoli consecutivi nella Top Five                                          | Madonna è l'artista femminile con il maggior numero di singoli consecutivi nella Top Five americana, 17. Il record è stato raggiunto nel 1989 da Cherish superando quello precedentemente detenuto dai Beatles. |
| Artista femminile con il maggior numero di singoli nella Top 40                                              | Madonna è l'artista femminile con il maggior numero di singoli nella Top 40 americana, 49 al 2020. |
| Artista femminile con il maggior numero di singoli al primo posto negli anni ottanta                         | Madonna è l'artista femminile con il maggior numero di singoli al primo posto nella Top Ten americana, 7 ex aequo con Whitney Houston e seconda solo a Michael Jackson che ne detiene 9. Il record è stato raggiunto nel 1989 da Like a Prayer. |
| Artista femminile con il maggior numero di singoli certificati Oro                                           | Madonna è l'artista femminile con il maggior numero di singoli certificati Oro in America, 28. Ha raggiunto il record nel 2000 con il singolo Don't Tell Me superando i Beatles. L'ultimo singolo certificato oro è attualmente Give Me All Your Luvin'. |
| Artista con il maggior numero di vendite di singoli fisici degli anni 2000                                   | Madonna è l'artista che ha venduto il maggior numero di singoli fisici (CD e MC) in America tra il 2000 ed il 2009. |
| Artista con il debutto più alto nella Hot 100 Airplay                                                        | Erotica ha debuttato al secondo posto della Hot 100 Airplay il 17 ottobre 1992, il piazzamento più alto mai raggiunto in questa classifica, dopo una sola settimana di programmazione. |
| Artista con il maggior numero di prime posizioni nella Billboard Top Music Videos                            | Madonna ottiene questo record con il DVD dell'MDNA World Tour divenuto il suo sesto consecutivo ed il decimo in totale a raggiungere la vetta. |
| Video single più venduto dell'era SoundScan                                                                  | Madonna ottiene questo record con il video single di Ray of Light che al giugno 1998 aveva venduto 7381 copie. |
| Concerto con il maggior numero di spettatori del Radio City Music Hall                                       | Madonna ottiene questo record con una data del suo The Virgin Tour nel 1985, andata sold out in soli 24 minuti. |
| Concerto con il maggior numero di biglietti venduti in un solo giorno per il UIC Pavilion                    | Madonna ottiene questo record con una data del suo The Virgin Tour nel 1985, vendendo oltre 18 mila biglietti in un solo giorno. |
| Concerto con la più veloce vendita di biglietti venduti in un solo giorno per il Philadelphia Spectrum Arena | Madonna ottiene questo record con una data del suo The Virgin Tour nel 1985, vendendo 31 mila biglietti in sole quattro ore. |
| Concerto con la più veloce vendita di biglietti venduti in un solo giorno per il Madison Square Garden       | Madonna ottiene questo record con una data del suo Re-Invention World Tour nel 2004. |

### Altri primati

#### Vendite
- È l'artista donna più di successo degli anni 80 per vendite e presenze in classifica, con sette singoli giunti alla prima posizione (ex aequo con Whitney Houston).[61]
- Madonna è l'artista con il maggior numero di singoli certificati Oro negli Stati Uniti (28).[62] Hung Up detiene il record come singolo che ha toccato la prima posizione nel maggior numero di paesi contemporaneamente (41).
- Nel 1984, con Like a Virgin, diventa la prima artista femminile negli Stati Uniti a vendere oltre 5 milioni di copie in un solo anno. True Blue è l'album di un'artista femminile più venduto degli anni '80, con oltre 25 milioni di copie nel mondo, nonché quello a permanere per più tempo alla prima posizione delle classifiche europee (34 settimane consecutive). È inoltre il primo album di un'artista femminile ad entrare direttamente alla numero 1 della Billboard 200.
- Nel 2004 la nota rivista musicale Rolling Stone ha inserito Madonna al 36º posto nella lista dei "migliori 100 artisti musicali di tutti i tempi",[63] il secondo piazzamento più alto per un'artista di sesso femminile (la più alta è Aretha Franklin, al nono posto).
- Nel maggio del 2014, Billboard ha stilato una classifica degli artisti che hanno avuto gli incassi dei tour più alti, dal 1990 ad oggi, e Madonna è l'artista solista che ha ottenuto maggior successo di sempre, con oltre 1 miliardo di dollari e un pubblico di 9 694 079 spettatori[64], nonché la terza in assoluto, dietro ai The Rolling Stones ($ 1,84 miliardi) e agli U2 ($ 1,67 miliardi di dollari)
- Secondo la RIAA, con dati aggiornati al 2015, è la rock star femminile più venduta del ventesimo secolo e la terza negli Stati Uniti, dietro Barbra Streisand e Mariah Carey, con 64,5 milioni di copie vendute dei suoi album e 18,5 milioni di singoli (per quanto alcune fonti aggiornate al 2016, riportino un superamento da parte di Madonna nei confronti della Streisand, di ben trenta milioni di copie, solo negli Stati Uniti).[65][66]
- Nel 2015 la rivista Billboard ha incoronato Madonna come l'artista solista più di successo nella storia della Billboard Hot 100 dal 1958 ad oggi (seconda solo ai Beatles).[67] È infatti l'artista da più a lungo presente nelle classifiche americane (1982-2023), l'artista solista che ha ottenuto il maggior numero di ingressi nella top five (28, seconda solo ai Beatles), fino al 2020 è stata l'artista con il maggior numero di ingressi in top ten in assoluto (38), record questo, superato dal rapper Drake e fino al 2022 è stata la seconda artista in assoluto e la prima tra le donne, record superato da Taylor Swift nel 2022, che la rende comunque la seconda donna e la terza artista in assoluto per gli ingressi in top ten. È inoltre l'artista con il maggior numero di singoli al numero uno combinati negli Stati Uniti (ovvero sommati tra i differenti tipi di classifiche) (177), ed il maggior numero di ingressi nella classifica statunitense in assoluto.
- Grazie al singolo Ghosttown, ha raggiunto il primato come artista con il maggior numero di singoli alla prima posizione per una classifica musicale (45), nonché quello per il maggior numero di prime posizioni nella Hot Dance Club Play (45).[68] Nel febbraio 2020 Madonna conquista due nuovi record in questa classifica con il singolo I Don't Search I Find, divenuto il suo cinquantesimo chart topper, rendendola l'artista con il maggior numero di singoli al primo posto per una qualsiasi classifica musicale ed anche l'unica artista ad ottenere una prima posizione in cinque decenni differenti (dagli anni ottanta agli anni venti del ventunesimo secolo)[69][70][71][72]
- Nel 2022, grazie alla raccolta Finally Enough Love: 50 Number Ones Madonna diventa la prima artista donna negli Stati Uniti ad avere un album nella top ten negli ultimi cinque decenni consecutivi (anni '80 -'20). Madonna è diventata anche la prima donna ad avere un album numero uno in Australia in cinque decenni diversi.
- Nel 2019 Madonna è diventata l'unica popstar della storia ad aver superato il muro dei cento milioni di visualizzazioni su YouTube per quattro dei suoi videoclip appartenenti a quattro decenni differenti: La isla bonita (1987), Vogue (1990), Hung up (2005) e Bitch I'm Madonna (2015).[73]

- Nel 2023 grazie al singolo Popular, inciso in coppia con The Weeknd e Playboi Carti, Madonna si unisce a Cher come la cantante femminile che ha piazzato almeno un singolo nella Billboard Hot 100 in cinque decenni differenti (a partire dagli ottanta fino agli anni venti).
- A marzo 2024, Madonna risulta essere la quinta artista femminile più certificata di tutti i tempi nel Regno Unito dalla British Phonographic Industry (BPI), dopo Rihanna, Taylor Swift, Adele e Beyoncé.
- Madonna è inoltre la terza artista solista con le tournée con il maggior incasso di tutti i tempi, dopo Taylor Swift ed Elton John, con oltre 1,4 miliardi di dollari guadagnati dai suoi concerti durante la sua carriera.
- Madonna rimane anche l'unica donna nella storia con due concerti da solista a cui hanno partecipato 100.000 persone; il suo concerto Who's That Girl Tour a Parc de Sceaux, Parigi, ha attirato oltre 130.000 spettatori, mentre il concerto del The Girlie Show Tour allo stadio Maracanã di Rio de Janeiro ha attirato oltre 120.000 spettatori.[74]
- Madonna è la terza artista femminile con il maggior numero di brani numero uno nella Billboard Hot 100 dopo Mariah Carey e Rihanna, la seconda artista femminile con il maggior numero di brani numero due nella Billboard Hot 100 dopo Taylor Swift, la seconda artista femminile con il maggior numero di brani nella top 5 della Billboard Hot 100 dopo Taylor Swift, la seconda artista femminile con il maggior numero di brani nella top 10 della Billboard Hot 100 dopo Taylor Swift, e la quarta artista femminile con il maggior numero di settimane nella top 10 della Billboard Hot 100 dopo Rihanna, Mariah Carey e Taylor Swift.
- Madonna è la seconda artista femminile con il maggior numero di album in studio consecutivi ad aver raggiunto la posizione numero uno nella Billboard 200, dopo Taylor Swift e Beyoncé.
- Con 50 canzoni in cima alla classifica Dance Club Songs, Madonna divenne l'artista con il maggior numero di canzoni sulla classifica di Billboard.[75]
- Nel 2008, Billboard la classificò al secondo posto, dietro i Beatles, nella classifica dei 100 Migliori artisti di tutti i tempi, rendendola l'artista solista di maggior successo nella storia della classifica e nel 2016, la rivista l'ha elencata come la Greatest Dance Club Songs Artist of All Time.[76]
- Al 40º anniversario dei grafici tedeschi GfK Media Control, Madonna è stata elencata come artista solista di maggior successo nella storia della classifica.[77]

#### Libri
- Il libro Sex è il coffee book più venduto in assoluto e più in fretta, con oltre 1 500 000 copie in pochi giorni[78], mentre Le rose inglesi è il secondo libro per bambini più venduto di sempre, con sole 220 copie vendute in meno, nella prima settimana, rispetto al quinto libro di Harry Potter.[79]

#### Attrice
- Madonna è anche l'attrice con il maggior numero di Razzie Awards conquistati (8). Il Razzie è l'ironico premio per riconoscere gli attori, gli sceneggiatori, i registi, i film e le canzoni peggiori della stagione cinematografica precedente, condividendo inoltre con Melanie Griffith e Demi Moore, il primato per il maggior numero di nomination ottenute.